# Dendrocnide
Dendrocnide ist eine Pflanzengattung innerhalb der Familie der Brennnesselgewächse (Urticaceae). Die 36 bis etwa 70 Arten sind in den Tropen hauptsächlich von Südostasien bis Malesien verbreitet. Die Dendrocnide-Arten besitzen Brennhaare.

## Beschreibung

### Erscheinungsbild und Blätter
Bei Dendrocnide-Arten handelt es sich um immergrüne Sträucher oder Bäume. Das Holz ist weich. Die Verzweigung erfolgt sympodial. Die Dendrocnide-Arten besitzen stark hautreizende, steife Brennhaare.
Die wechselständig, spiralig und oft im oberen Bereich der Zweige gedrängt angeordneten Laubblätter sind in Blattstiel und Blattspreite gegliedert. Die Laubblätter sind stets mit Brennhaaren besetzt (bewehrt). Die Cystolithen sind punktförmig. Die einfache, ledrige oder papierartige Blattspreite ist fiedernervig, selten drei- bis fünfnervig. Der Blattrand kann glatt, gewellt oder gekerbt sein. Die ledrigen, meist großen Nebenblätter besitzen ein glattes oberes Ende, sind vollständig untereinander verwachsen und fallen früh ab, dabei hinterlassen sie deutliche kreisförmige Narben. Die Keimblätter (Kotyledonen) sind breit.

### Blütenstände und Blüten
Dendrocnide-Arten sind zweihäusig getrenntgeschlechtig (diözisch). Die einzelnen, seitenständig, auf Blütenstandsschäften stehenden, zymös-rispigen oder traubigen Blütenständen enthalten immer nur Blüten eines Geschlechtes. Die Blüten stehen einzeln oder zu mehreren zusammen. Die weiblichen Blütenknäuel besitzen oft verdickte, fleischig fächerförmige Blütenachsen (Receptaculum). Tragblätter sind vorhanden.
Die männlichen Blüten sind vier- oder fünfzählig. Die Staubfäden sind in der Blütenknospe nach innen gebogen. Es ist ein deutlicher rudimentärer Fruchtknoten in den männlichen Blüten vorhanden. Bei den weiblichen Blüten sind die vier fast gleichen Blütenhüllblätter an ihrer Basis verwachsen, wobei die beiden seitlichen Perianthzipfel etwas größer sind als die beiden anderen. Es sind keine Staminodien in den weiblichen Blüten vorhanden. In den weiblichen Blüten ist der Fruchtknoten aufrecht sowie eiförmig und die Narbe fadenförmig oder zungenförmig mit Papillen auf einer Seite. Die Samenanlagen sind orthotrop.

### Früchte und Samen
Die meist zurückgebogenen Fruchtstiele sind zylindrisch und können verdickt sein; wenn mehrere zusammenstehen, dann bilden sie eine glänzende Masse. Die leicht schräge und oft abgeflachte Achänen besitzt eine warzige Oberfläche. Der haltbare Griffel ist zurückgekrümmt. Die Samen enthalten höchstens ein dünnes Endosperm.

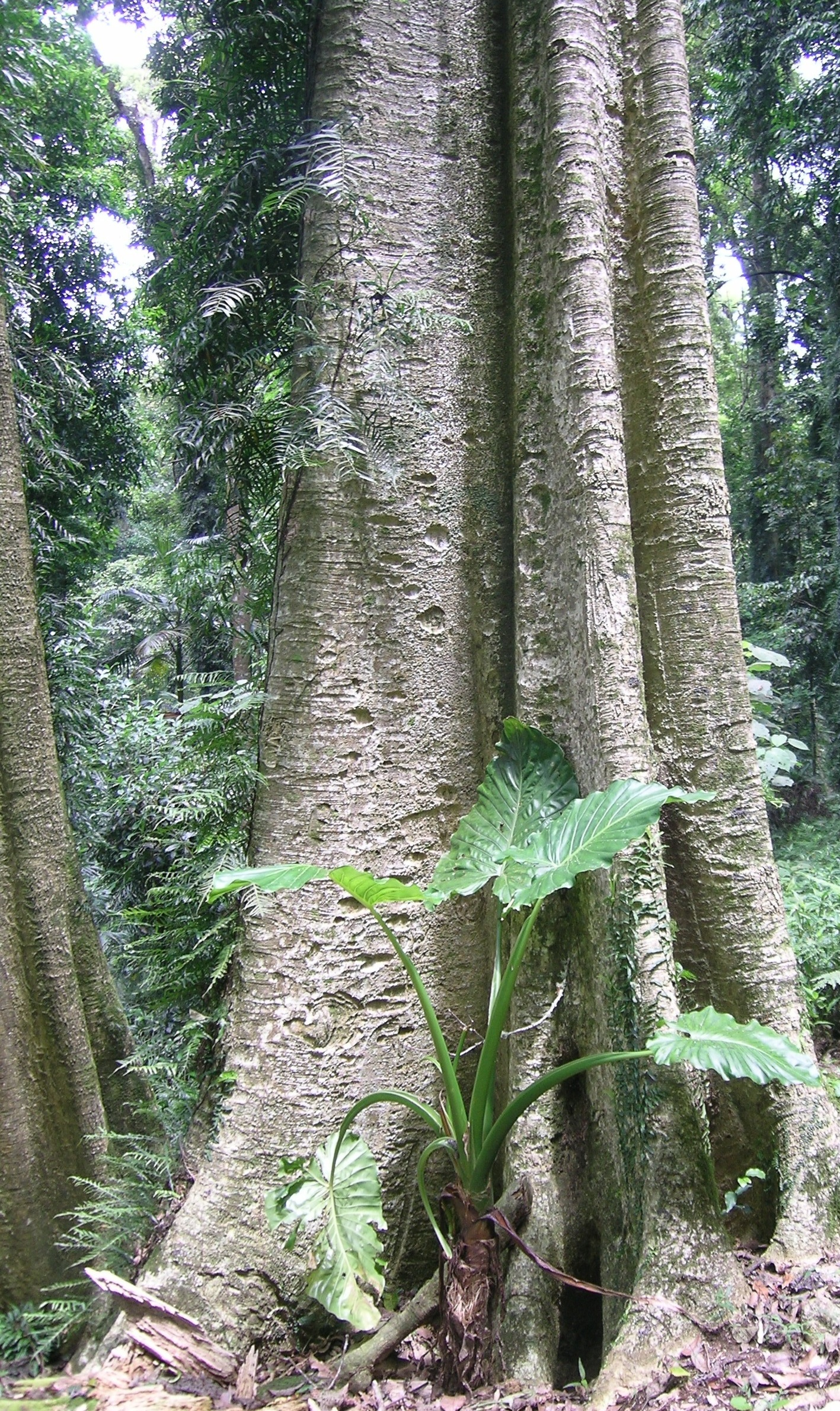
Stamm von Dendrocnide excelsa

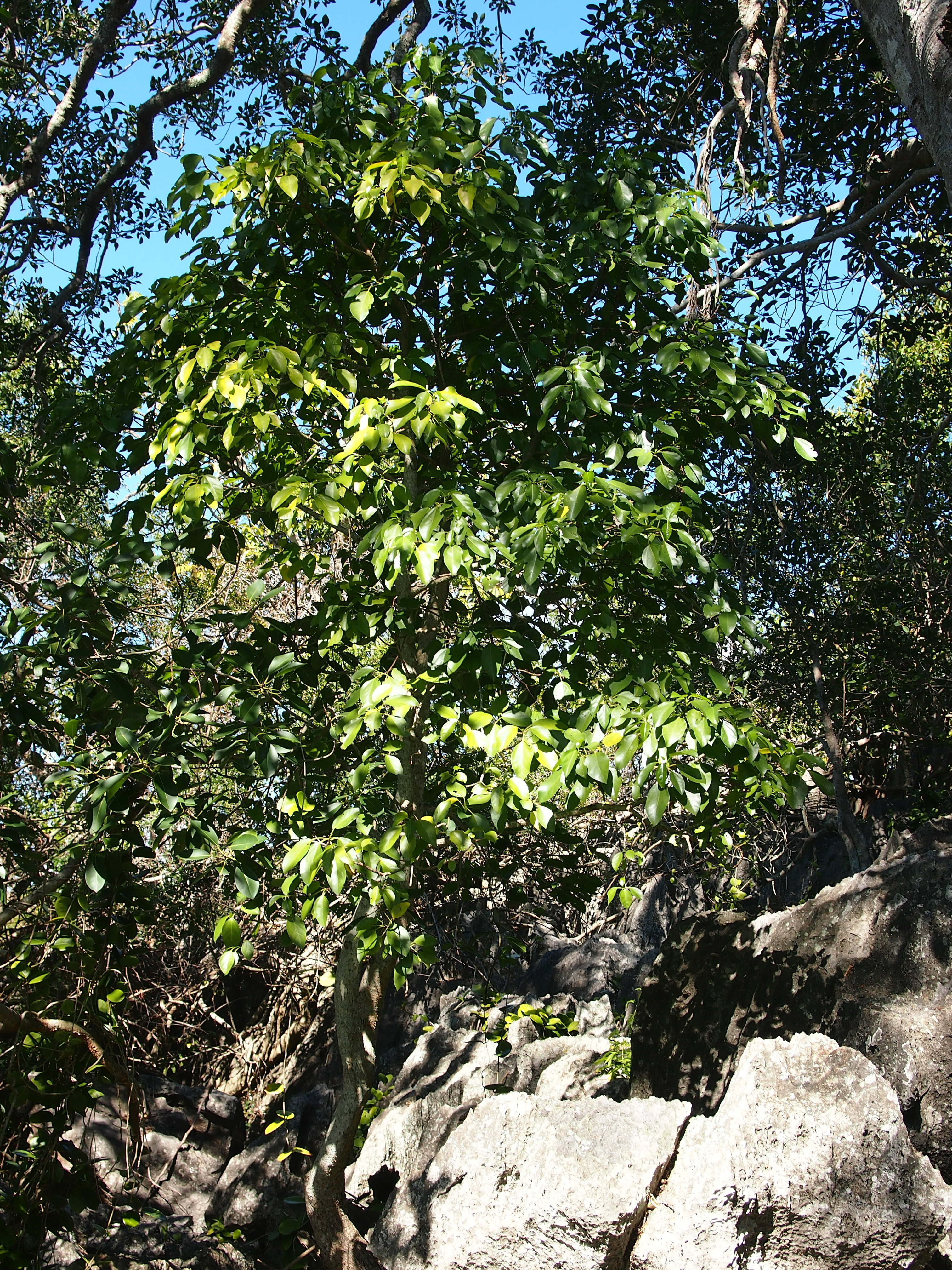
Habitus von Dendrocnide photiniiphylla

## Systematik und Verbreitung
Die Gattung Dendrocnide wurde 1851 durch Friedrich Anton Wilhelm Miquel in Plantae Junghuhnianae, 1, Seite 29 aufgestellt. Als Lectotypus wurde 1965 Dendrocnide costata Miq. durch Wee-Lek Chew in Gard. Bull. Singapore, Volume 21, Issue 2, Seite 202 festgelegt.
Die Gattung Dendrocnide ist mit 36 bis etwa 70 Arten in den Tropen und Subtropen Asiens und Australiens (mit sechs Arten in Queensland und New South Wales) sowie auf den pazifischen Inseln verbreitet. Sechs Arten kommen in China vor, eine davon nur dort.
Es gibt 36 bis etwa 70 Dendrocnide-Arten:
- Dendrocnide amplissima (Blume) Chew: Sie kommt im zentralen Malesien vor.[4]
- Dendrocnide basirotunda (C.Y.Wu) Chew: Sie kommt in Thailand, Myanmar und im südlichen Yunnan vor.[1]
- Dendrocnide carriana Chew: Sie kommt von den Philippinen und den Kleinen Sundainseln bis Neuguinea vor.[4]
- Dendrocnide celebica Chew: Dieser Endemit kommt nur in Sulawesi vor.[4]
- Dendrocnide contracta (Blume) Chew: Dieser Endemit kommt nur im westlichen Java vor.[4]
- Dendrocnide corallodesme (Lauterb.) Chew: Sie kommt in Neuguinea und im nördlichen Queensland vor.[4]
- Dendrocnide cordata (Warb. ex H.Winkl.) Chew: Sie kommt auf den Kleinen Sunda-Inseln, in Neuguinea sowie auf dem Bismarck-Archipel vor.[4]
- Dendrocnide cordifolia (L.S.Sm.) Jackes: Sie kommt in Queensland vor.[4]
- Dendrocnide crassifolia (C.B.Rob.) Chew: Sie kommt auf den Philippinen bis ins nördliche Sulawesi vor.[4]
- Dendrocnide densiflora (C.B.Rob.) Chew: Sie kommt auf den Philippinen vor.[4]
- Dendrocnide elliptica (Merr.) Chew: Sie kommt auf den Philippinen und auf Borneo vor.[4]
- Dendrocnide excelsa (Wedd.) Chew: Sie kommt im östlichen Australien vor.[4]
- Dendrocnide gigantea (Poir.) Chew: Sie kommt wahrscheinlich auf Inseln im südwestlichen Pazifik vor.[4]
- Dendrocnide harveyi (Seem.) Chew: Sie kommt auf Inseln im südwestlichen Pazifik vor.[4]
- Dendrocnide kajewskii Chew: Sie kommt auf den Salomonen vor.[4]
- Dendrocnide kjellbergii Chew: Dieser Endemit kommt nur in Sulawesi vor.[4]
- Dendrocnide kotoensis (Hayata ex Yamam.) B.L.Shih & Yuen P.Yang: Sie kommt in Taiwan vor.[1]
- Dendrocnide latifolia (Gaudich.) Chew: Sie kommt in Neukaledonien, auf den Karolinen, Marianen, Salomonen sowie Vanuatu vor.[4]
- Dendrocnide longifolia (Hemsl.) Chew: Sie kommt vom zentralen Malesien bis zu den Salomonen.[4]
- Dendrocnide luzonensis (Wedd.) Chew: Sie kommt auf den Philippinen vor.[4]
- Dendrocnide meyeniana (Walp.) Chew: Sie kommt in Taiwan und auf den Philippinen vor.[1]
- Dendrocnide microstigma (Gaudich. ex Wedd.) Chew: Sie kommt von Java bis zu den Molukken vor.[4]
- Dendrocnide mirabilis (Rech.) Chew: Sie kommt von Papua-Neuguinea bis zu den Salomonen vor.[4]
- Dendrocnide morobensis Chew: Sie kommt im nordöstlichen Neuguinea vor.[4]
- Australische Brennnessel (Dendrocnide moroides (Wedd.) Chew, Syn.: Laportea moroides Wedd.): Sie kommt im östlichen Australien, auf den Kleinen Sunda-Inseln und in Vanuatu vor.[4]
- Dendrocnide nervosa (H.J.P.Winkl.) Chew: Sie kommt von Neuguinea bis zu den Salomonen vor.[4]
- Dendrocnide oblanceolata (Merr.) Chew: Sie kommt auf Borneo und Sulawesi vor.[4]
- Dendrocnide peltata (Blume) Miq.: Sie kommt im südlichen Malesien und Neuguinea vor.[4]
- Dendrocnide photiniiphylla (Kunth) Chew: Sie kommt im östlichen Australien vor.[4]
- Dendrocnide pruritivus H.St.John: Sie kommt auf Fidschi und auf den Wallis-Inseln vor.[4]
- Dendrocnide rechingeri (H.J.P.Winkl.) Chew: Sie kommt von Neuguinea bis Salomonen vor.[4]
- Dendrocnide rigidifolia (C.B.Rob.) Chew: Sie kommt auf den Philippinen vor.[4]
- Dendrocnide schlechteri (H.J.P.Winkl.) Chew: Sie kommt in Papuasien vor.[4]
- Dendrocnide sessiliflora (Warb.) Chew: Sie kommt von Neuguinea bis aufs Bismarck-Archipel vor.[4]
- Dendrocnide sinuata (Blume) Chew: Sie kommt in Indien, Sri Lanka, Sikkim, Thailand, Myanmar, Malaysia und in China vor.[1]
- Dendrocnide stimulans (L.f.) Chew: Sie kommt in Indonesien, Laos, Malaysia, auf den Philippinen, in Thailand, Vietnam, auf Borneo, Hainan und Taiwan vor.[1]
- Dendrocnide subclausa (C.B.Rob.) Chew: Sie kommt auf den Philippinen vor.[4]
- Dendrocnide ternatensis (Miq.) Chew: Sie kommt von dem Kleinen Sunda-Inseln bis Neuguinea vor.[4]
- Dendrocnide torricellensis (Lauterb.) Chew: Sie kommt im nordöstlichen Neuguinea vor.[4]
- Dendrocnide urentissima (Gagnep.) Chew: Sie kommt in Vietnam und in China vor.[1]
- Dendrocnide venosa (Elmer) Chew: Sie kommt auf den Philippinen vor.[4]
- Dendrocnide vitiensis (Seem.) Chew: Sie kommt in Neukaledonien, auf Fidschi sowie Samoa vor.[4]

## Nutzung
Die Fasern aus den Stämmen werden dazu verwendet, Seile herzustellen.

### Ergänzende Literatur
- M. Hurley: Growth dynamics and leaf quality of the stinging trees Dendrocnide moroides and Dendrocnide cordifolia (Family Urticaceae) in Australian tropical rainforest: implications for herbivores, In: Australian Journal of Botany, Volume 48, Issue 2, 2000 S. 191–201. doi:10.1071/BT98006